# Ісраель Ґалілі (державний діяч)
Ісраель Ґалілі або Ґаліль (івр. ישראל גלילי, уродж. Берченко; (10 лютого 1911 , Браїлів, Подільська губернія  — 8 лютого 1986 , Na'and, Центральний округ )) — ізраїльський політик, міністр уряду і депутат кнесету 1-го — 8-го скликань від партій Мапам, «Маарах» і Авода. З 1946 року і до проголошення незалежності Ізраїлю в 1948 році обіймав посаду начальника штабу «Хагани».

## Життєпис
Родина Ґалілі емігрувала до Палестини в 1914 році і оселилася в Тель-Авіві. Там же він навчався в школі. Паралельно освоїв професію друкаря.
Військову кар'єру розпочав у 1927 році, вступивши до «Хагани». У 1941 році Ґалілі одним із трьох представників Гістадрута увійшов до складу командування «Хагани», був одним з головних організаторів збройного підпілля, опікувався придбанням зброї. Під час Другої світової війни він брав участь у підготовці боротьби з очікуваним вторгненням Німеччини до Палестини. У 1946 році був призначений начальником штабу Хагани і прослужив на цій посаді до її розпуску Давидом Бен-Гуріоном у 1948 році, вже після створення держави Ізраїль. Відіграв важливу роль у Війні за Незалежність у 1947-1949 роках.
Ґалілі був також засновником молодіжної групи «Ханоар хаовед» («Робітнича молодь»), а також кібуцу Наан, де він проживав до смерті. Був обраний до першого та наступних семи складах кнесету з 1949 по 1951 рік, а потім з 1955 по 1977 роки, від партій МАПАМ, «Маарах» і «Авода».
Призначався міністром інформації та міністром без портфеля в кількох урядах. Був одним з головних радників прем'єр-міністра Голди Меїр та членів її кабінету, входив до складу вузького кабінету міністрів («мітбахон»), на засіданнях якого приймали найважливіші рішення з питань національної безпеки, включаючи засідання вузького кабінету в період до війни Судного дня, на початку якої проблемою стала тактична непідготовленість Ізраїлю. Обирався членом комісій із закордонних справ і безпеки» та «з освіти та культури» кнесету.

## Творчість
Автор книг:
- «Ришоним тамид. Пиркей маво ле-сефер ха-Палмах» («Завжди перші. Вступні глави до книге „Палмах“», 1953);
- «Та‘ам ха-ма‘араха» («Смак битви», 1987); «Бе-мокдей асия ве-хахра‘а» («У місцях вирішальних дій», 1987).